# Ньюбери, Шантель
Шанте́ль Ли Нью́бери (в девичестве — Мичелл, англ. Chantelle Lee Michell-Newbery; 6 мая 1977, Мельбурн, Австралия) — австралийская прыгунья в воду. Чемпионка летних Олимпийских игр 2004 года.

## Спортивная биография
Первым крупным успехом в карьере Шантель Ньюбери стала бронза в соревнованиях на трёхметровом трамплине на чемпионате мира по водным видам спорта 1998 года в австралийском Перте.
Спустя 2 года состоялся дебют австралийской спортсменки на летних Олимпийских играх. На соревнованиях в Сиднее Шантель стала седьмой в индивидуальных прыжках с трамплина, а также в паре с Луди Турки заняла 4-е место в синхронных прыжках.
Летние Олимпийские игры 2004 года стали настоящим триумфом для Ньюбери. В первый день соревнований прыгунов в воду Шантель в паре с Ириной Лашко завоевала бронзовую медаль в синхронных прыжках с трёхметрового трамплина. Спустя неделю состоялся финал в индивидуальных прыжках с десятиметровой вышки. После полуфинальных прыжков Шантель занимала третье место, отставая на 5 баллов от китайской спортсменки Лао Лиши. Однако в финале Ньюбери уже после третьей попытки сумела выйти в лидеры. В итоге Ньюбери набрала в общей сумме 590,31 очко, что позволило ей стать олимпийской чемпионкой. Эта золотая медаль стала первой в истории Австралии в женских прыжках с вышки. Также, Ньюбери стала единственной обладательницей золотой медали игр 2004 года в женских прыжках в воду, выигранной не представительницами Китая.
В 2005 году на чемпионате мира в канадском Мельбурне Ньюбери в паре с Луди Турки стала серебряным призёром.
На Олимпийских играх 2008 года Шантель приняла участие только в индивидуальных соревнованиях на трёхметровом трамплине, но не смогла преодолеть полуфинальный раунд и заняла лишь 14-е место.

## Личная жизнь
Замужем за австралийским прыгуном, трёхкратным призёром Олимпийских игр, Робертом Ньюбери. Сыновья — Джет (2002 г.р.) и Райдер (2006 г.р.).
В 2009 году Шантель Ньюбери была госпитализирована в психиатрическую клинику с диагнозом «хроническая депрессия». За текущий год австралийка дважды пыталась покончить жизнь самоубийством. Причинами, которые побудили её к этому, спортсменка называла разрыв отношений с мужем.

## Интересные факты
Шантель Ньюбери изображена на двух почтовых марках Австралии, номиналом в 50 центов. Одна марка была выпущена в честь победы австралийки на летних Олимпийских играх 2004 года, а вторая в честь победы в синхронных прыжках с 10-метровой вышки на играх Содружества 2006 года в паре с Луди Турки.